# Saint-Laurent-de-la-Salanque
Saint-Laurent-de-la-Salanque (in catalano Sant Llorenç de la Salanca) è un comune francese di 8 692 abitanti situato nel dipartimento dei Pirenei Orientali nella regione dell'Occitania.

## Società

### Evoluzione demografica
Abitanti censiti